# Axis calamianensis
El ciervo de los Calamianes o axis calamiano (Axis calamianensis) es una especie de mamífero artiodáctilo de la familia Cervidae. Es endémico de las islas Filipinas, donde se encuentra restringido a las islas Calamianes, un grupo perteneciente a la provincia de Palawan.
En 1996 la Unión Mundial para la Conservación contabiliza solo 900 ejemplares, por lo que declara a la especie en peligro de extinción.